# NetworkX
NetworkX ist eine freie Python-Bibliothek auf dem Gebiet der Graphentheorie und Netzwerke. Aufgrund der Verwendung einer reinen Python-Datenstruktur ist NetworkX ein recht effizientes, sehr skalierbares, hochportables Framework für die Analyse von sozialen und anderen Netzwerken.

## Eigenschaften
- Klassen für gerichtete und ungerichtete Graphen
- Konvertierung von Graphen in und aus verschiedenen Formaten
- Einlesen und Ausgeben von Graphen, z. B. als Adjazenzliste oder im JSON-Format
- Fähigkeit der auch inkrementellen Erzeugung von Zufallsgraphen unterschiedlichster Ausprägung
- Bereitstellung einer großen Anzahl von Algorithmen zum Finden bzw. Erkennen von z. B. Cliquen, Bäumen, Eulerkreisen, kürzesten Pfaden, Teilgraphen, Spannbäumen, Isomorphie
- Erzeugung von Bildern mit Hilfe von Matplotlib oder mit Hilfe der Auszeichnungssprache DOT